# Eobruchia ecuatoriana
Eobruchia ecuatoriana är en bladmossart som beskrevs av Steere 1982. Eobruchia ecuatoriana ingår i släktet Eobruchia och familjen Bruchiaceae. Inga underarter finns listade i Catalogue of Life.